# Acenaftene
L'acenaftene (nome sistematico: 1,2-diidroacenaftilene) è un idrocarburo aromatico triciclico di origine naturale, derivante come struttura dal naftalene, con un ponte etilene tra le posizioni 1 e 8, avente formula molecolare C12H10. È annoverato nel gruppo degli idrocarburi policiclici aromatici (IPA).

## Produzione
Si estrae per rettifica e cristallizzazione dalle stesse fonti da cui si estraggono i naftaleni, ossia prevalentemente dal catrame di carbon fossile.
Si può inoltre ottenere per sintesi dall'etilnaftalene o dal malonilnaftalene.

## Usi
È un intermedio di sintesi organica nell'industria dei coloranti e delle resine di polimerizzazione in quanto dà luogo a composti dotati di buona resistenza elettrica e termica. È un additivo nell'industria della gomma, nel tessile, nella fabbricazione di candele come inibitore di germinazione. Possiede proprietà fungicide ed insetticide, soprattutto i derivati acidi acenaftencarbossilici e l'acenaftenone.